# Pseudatrichia barnesi
Pseudatrichia barnesi är en tvåvingeart som beskrevs av Kelsey 1969. Pseudatrichia barnesi ingår i släktet Pseudatrichia och familjen fönsterflugor.
Artens utbredningsområde är Kalifornien. Inga underarter finns listade i Catalogue of Life.